# Marion Oberhofer
Marion Oberhofer (San Candido, 14 de diciembre de 2000) es una deportista italiana que compite en luge.
Ganó tres medallas en el Campeonato Mundial de Luge, en los años 2023 y 2024, y cinco medallas en el Campeonato Europeo de Luge entre los años 2023 y 2025.

## Palmarés internacional
| Campeonato Mundial | Campeonato Mundial    | Campeonato Mundial | Campeonato Mundial |
| Año                | Lugar                 | Medalla            | Prueba             |
| ------------------ | --------------------- | ------------------ | ------------------ |
| 2023               | Oberhof (Alemania)    | Medalla de bronce  | Doble              |
| 2023               | Oberhof (Alemania)    | Medalla de bronce  | Doble (velocidad)  |
| 2024               | Altenberg (Alemania)  | Medalla de oro     | Doble (velocidad)  |
| Campeonato Europeo |                       |                    |                    |
| Año                | Lugar                 | Medalla            | Prueba             |
| 2023               | Sigulda (Letonia)     | Medalla de oro     | Doble              |
| 2024               | Igls (Austria)        | Medalla de plata   | Doble              |
| 2024               | Igls (Austria)        | Medalla de bronce  | Equipo             |
| 2025               | Winterberg (Alemania) | Medalla de bronce  | Doble              |
| 2025               | Winterberg (Alemania) | Medalla de bronce  | Equipo             |